# Oceanic
Oceanic é um álbum de estúdio do músico grego Vangelis, lançado em 1996.

## Faixas
1. "Bon Voyage" - 2:33
2. "Siren's Whispering" - 7:59
3. "Dreams of Surf" - 2:43
4. "Spanish Harbour" - 6:42
5. "Islands of the Orient" - 7:24
6. "Fields of Coral" - 7:44
7. "Aquatic Dance" - 3:44
8. "Memories of Blue" - 5:40
9. "Song of the Seas" - 6:12